# Schanzberg (Östliche Oberlausitz)
Der Schanzberg ist eine knapp 408 Meter hohe Erhebung der Östlichen Oberlausitz in der sächsischen Oberlausitz. Er liegt etwa zwei Kilometer nordöstlich von Oberseifersdorf und zwei Kilometer nordwestlich von Wittgendorf. Auf seinem Gipfel befindet sich eine Granitsäule der in den Jahren 1862 bis 1890 durchgeführten Königlich-Sächsischen Triangulation. Die Inschrift der Säule lautet „Station Schanzberg der königl. sächs. Triangulierung 1865“.
Unterhalb seiner Kuppe liegt im Südosten ein aufgegebener Steinbruch, der vollständig mit Holunder-, Brombeer-, Himbeer- und Heckenrosengebüschen zugewachsen ist. Heute befinden sich vier Windkraftanlagen auf dem Schanzberg.